# Kalafina
Kalafina (カラフィナ?) är en japansk musikgrupp, bestående av Keiko Kubota, Wakana Ōtaki och Hikaru Masai som skapades av kompositören Yuki Kajiura år 2007.

## Medlemmar

### Nuvarande
| Födelsenamn  | Födelsenamn | Artistnamn   | Artistnamn | Födelsedatum     |
| Romanisering | Japanska    | Romanisering | Japanska   | Födelsedatum     |
| ------------ | ----------- | ------------ | ---------- | ---------------- |
| Wakana Ōtaki | 大滝若菜    | Wakana       | 若菜       | 10 december 1984 |
| Keiko Kubota | 窪田啓子    | Keiko        | 啓子       | 5 december 1985  |
| Hikaru Masai | 政井光      | Hikaru       | 光         | 2 juli 1987      |

### Tidigare
| Födelsenamn    | Födelsenamn | Artistnamn   | Artistnamn | Födelsedatum |
| Romanisering   | Japanska    | Romanisering | Japanska   | Födelsedatum |
| -------------- | ----------- | ------------ | ---------- | ------------ |
| Maya Toyoshima | 豊島摩耶    | Maya         | 摩耶       | ?            |

## Diskografi

### Album
| Albuminformation                                           | Topplacering   |
| Albuminformation                                           | Japan (Oricon) |
| ---------------------------------------------------------- | -------------- |
| Re/oblivious (EP-skiva) - Släppt: 23 april 2008            | 37             |
| Seventh Heaven (Studioalbum) - Släppt: 4 mars 2009         | 8              |
| Red Moon (Studioalbum) - Släppt: 17 mars 2010              | 5              |
| After Eden (Studioalbum) - Släppt: 21 september 2011       | 3              |
| Consolation (Studioalbum) - Släppt: 20 mars 2013           | 3              |
| The Best "Blue" (Samlingsalbum) - Släppt: 16 juli 2014     | 3              |
| The Best "Red" (Samlingsalbum) - Släppt: 16 juli 2014      | 4              |
| Far on the Water (Studioalbum) - Släppt: 16 september 2015 | 2              |

### Singlar
| År   | Titel                            | Topplacering   |
| År   | Titel                            | Japan (Oricon) |
| ---- | -------------------------------- | -------------- |
| 2008 | "Oblivious"                      | 8              |
| 2008 | "Sprinter" / "ARIA"              | 10             |
| 2008 | "Fairytale"                      | 9              |
| 2009 | "Lacrimosa"                      | 14             |
| 2009 | "Storia"                         | 15             |
| 2009 | "Progressive"                    | 14             |
| 2010 | "Hikari no Senritsu"             | 7              |
| 2010 | "Kagayaku Sora no Shijima ni wa" | 14             |
| 2011 | "Magia"                          | 7              |
| 2012 | "To the Beginning"               | 11             |
| 2012 | "Moonfesta"                      | 11             |
| 2012 | "Hikari Furu"                    | 4              |
| 2013 | "Alleluia"                       | 10             |
| 2013 | "Kimi no Gin no Niwa"            | 4              |
| 2014 | "Heavenly Blue"                  | 15             |
| 2014 | "Believe"                        | 10             |
| 2015 | "Ring Your Bell"                 | 8              |
| 2015 | "One Light"                      | 10             |
| 2015 | "Far on the Water"               | —              |
| 2016 | "Blaze"                          | 10             |